# Judo na Letní univerziádě 2001
Soutěže v judu na letní univerziádě 2001 probíhaly v hale Kuang-an v Si-čchengu, Peking, Čína v období 23. až 27. srpna 2001.

## Program
- ČT - 23.08.2001 - těžká váha (+100 kg, +78 kg) a polotěžká váha (−100 kg, −78 kg)
- PA - 24.08.2001 - střední váha (−90 kg, −70 kg) a polostřední váha (−81 kg, −63 kg)
- SO - 25.08.2001 - lehká váha (−73 kg, −57 kg) a pololehká váha (−66 kg, −52 kg)
- NE - 26.08.2001 - superlehká váha (−60 kg, −48 kg) a kategorie bez rozdílu vah
- PO - 27.08.2001 - soutěž týmů

## Česká stopa
Výsledky českých reprezentantů v judu 2001
- -73 kg – Lukáš Hořt
- -81 kg – Jaroslav Švec
- -57 kg – Michaela Vernerová
- -63 kg – Danuše Zdeňková

seznam není kompletní

## Výsledky – váhové kategorie

### Muži
| Kategorie | Zlato                      | Stříbro                     | Bronz                  | Bronz                     |
| --------- | -------------------------- | --------------------------- | ---------------------- | ------------------------- |
| -60 kg    | Masato Učišiba (JPN)       | Vachtang Chositašvili (GEO) | João Derly (BRA)       | Čchö Min-ho (KOR)         |
| -66 kg    | Magomed Džafarov (RUS)     | Murat Kalikulov (UZB)       | Miloš Mijalković (YUG) | Franck Bellard (FRA)      |
| -73 kg    | Egamnazar Akbarov (UZB)    | Čchö Jong-sin (KOR)         | Pak Čchol-su (PRK)     | Konstantin Semjonov (BLR) |
| -81 kg    | Kwon Jong-u (KOR)          | Mehman Azizov (AZE)         | Cédric Claverie (FRA)  | Jaroslav Švec (CZE)       |
| -90 kg    | Yosvani Despaigne (CUB)    | Dmitrij Morozov (RUS)       | Francesco Lepre (ITA)  | Hwang Hui-te (KOR)        |
| -100 kg   | Keidži Suzuki (JPN)        | Čang Song-ho (KOR)          | Michail Sokolov (UZB)  | Vitalij Jalovenko (RUS)   |
| +100 kg   | Dennis van der Geest (NED) | Alexandr Michajlin (RUS)    | Abdulla Tangriev (UZB) | Dmytro Selezen (UKR)      |

### Ženy
| Kategorie | Zlato                        | Stříbro                    | Bronz                     | Bronz                        |
| --------- | ---------------------------- | -------------------------- | ------------------------- | ---------------------------- |
| -48 kg    | Danieska Carrionová (CUB)    | Kao Li-ťüan (CHN)          | Kajo Kitadaová (JPN)      | Frédérique Jossinetová (FRA) |
| -52 kg    | Sian Tung-mej (CHN)          | Oxana Karzakovová (RUS)    | An Kum-e (PRK)            | Elénita Merleová (FRA)       |
| -57 kg    | Yurisleidys Lupeteyová (CUB) | Čika Nonakaová (JPN)       | Michaela Vernerová (CZE)  | Čeng Lin-li (CHN)            |
| -63 kg    | Jang Su-ťün (CHN)            | Anaysi Hernándezová (CUB)  | I Pok-hui (KOR)           | Anna Sarajevová (RUS)        |
| -70 kg    | Čchin Tung-ja (CHN)          | Catherine Jacquesová (BEL) | Leyén Zuluetaová (CUB)    | Edith Boschová (NED)         |
| -78 kg    | Michelle Rogersová (GBR)     | Claudia Zwiersová (NED)    | Naomi Morišimaová (JPN)   | Čo Su-hui (KOR)              |
| +78 kg    | Jüan Chua (CHN)              | Maki Cukadaová (JPN)       | Maryna Prokofjevová (UKR) | Tea Donguzašviliová (RUS)    |

## Výsledky – ostatní disciplíny

### Bez rozdílu vah
|      | Zlato                   | Stříbro                | Bronz                         | Bronz              |
| ---- | ----------------------- | ---------------------- | ----------------------------- | ------------------ |
| muži | Čang Song-ho (KOR)      | Abdulla Tangriev (UZB) | László Szilágyi (HUN)         | Igor Makarov (BLR) |
| ženy | Midori Šintaniová (JPN) | Čo Su-hui (KOR)        | Anne-Sophie Mondièreová (FRA) | Tchung Wen (CHN)   |

### Týmová soutěž
|      | Zlato | Stříbro            | Bronz       | Bronz    |
| ---- | ----- | ------------------ | ----------- | -------- |
| muži | Rusko | Nizozemsko         | Japonsko    | Francie  |
| ženy | Čína  | Spojené království | Jižní Korea | Japonsko |